# Marcus Thuram
Marcus Thuram (Reggio Emilia, 1997. augusztus 6. –) olasz születésű francia válogatott labdarúgó, az Internazionale játékosa.

## Pályafutása

### Klubcsapatokban
Az Olympique de Neuilly, az AC Boulogne-Billancourt és a Sochaux korosztályos csapataiban nevelkedett. 2015. március 25-én mutatkozott be a Châteauroux elleni másodosztályú bajnoki mérkőzésen Edouard Butin cseréjeként. 2017. április 14-én szerezte meg első gólját a Tours elleni mérkőzésen. Július 5-én aláír az élvonaébeli Guingamp csapatához. 72 tétmérkőzésen lépett pályára és ezeken a találkozókon 17 gólt szerzett.
2019. július 22-én a német Borussia Mönchengladbach klubja igazolta le a távozó Thorgan Hazard pótlására, a 10-es mezszámot is megörökölte. Augusztus 9-én a német kupában az SV Sandhausen ellen góllal mutatkozott be klubjában. Szeptember 22-én a bajnokságban is megszerezte első gólját, a Fortuna Düsseldorf ellen.
2020. október 27-én az UEFA-bajnokok ligájában a Real Madrid elleni 2–2-re végződő csoportmérkőzésen duplázott. December 19-én a 2020–21-es szezon 13. fordulójában a Hoffenheim ellen piros lapot kapott, ugyanis az ellenfél, Stefan Posch arcát leköpte. A találkozó a Hoffenheim 2–1-es sikerével ért véget. Tettéért ugyan később nyilvánosan bocsánatot kért, de klubja egy nappal később bejelentette, hogy egy hónapra megvonja a fizetését. December 21-én a Német labdarúgó-szövetség úgy határozott, hogy 6 meccses eltiltást szab ki Thuramra.
2023. július 1-jén jelentette be az olasz Internazionale, hogy öt évre szerződtette.

### A válogatottban
Többszörös francia korosztályos válogatott. Részt vett a 2015-ös és a 2016-os U19-es labdarúgó-Európa-bajnokságon, utóbbin aranyérmesek lettek. A 2017-es U20-as labdarúgó-világbajnokságon a nyolcaddöntőig jutottak.
2020 novemberében először kapott meghívót a felnőtt nemzeti csapatba Finnország, Portugália és Svédország ellen. November 11-én először lépett pályára a Finnek elleni barátságos mérkőzésen, ahol 2–0-s vereséget szenvedtek. 2024. május 16-án bekerült a 2024-es labdarúgó-Európa-bajnokságra utazó 25 fős keretbe.

## Statisztikái

### Klubcsapatokban
2023. május 27-én frissítve.
| Klub                     | Szezon           | Liga             | Liga  | Liga | Kupa  | Kupa | Ligakupa | Ligakupa | Európa | Európa | Egyéb | Egyéb | Összesen | Összesen |
| Klub                     | Szezon           | Bajnokság        | Mérk. | Gól  | Mérk. | Gól  | Mérk.    | Gól      | Mérk.  | Gól    | Mérk. | Gól   | Mérk.    | Gól      |
| ------------------------ | ---------------- | ---------------- | ----- | ---- | ----- | ---- | -------- | -------- | ------ | ------ | ----- | ----- | -------- | -------- |
| Sochaux II               | 2013–14          | CFA              | 4     | 0    | —     | —    | —        | —        | —      | —      | —     | —     | 4        | 0        |
| Sochaux II               | 2014–15          | CFA              | 19    | 3    | —     | —    | —        | —        | —      | —      | —     | —     | 19       | 3        |
| Sochaux II               | 2015–16          | CFA              | 9     | 0    | —     | —    | —        | —        | —      | —      | —     | —     | 9        | 0        |
| Sochaux II               | 2016–17          | CFA 2            | 6     | 3    | —     | —    | —        | —        | —      | —      | —     | —     | 6        | 3        |
| Sochaux II               | Összesen         | Összesen         | 38    | 6    | 0     | 0    | 3        | 0        | 0      | 0      | 0     | 0     | 38       | 6        |
| Sochaux                  | 2014–15          | Ligue 2          | 1     | 0    | 0     | 0    | 0        | 0        | —      | —      | —     | —     | 1        | 0        |
| Sochaux                  | 2015–16          | Ligue 2          | 15    | 0    | 3     | 0    | 1        | 0        | —      | —      | —     | —     | 19       | 0        |
| Sochaux                  | 2016–17          | Ligue 2          | 21    | 1    | 0     | 0    | 2        | 0        | —      | —      | —     | —     | 23       | 1        |
| Sochaux                  | Összesen         | Összesen         | 37    | 1    | 3     | 0    | 3        | 0        | 0      | 0      | 0     | 0     | 43       | 1        |
| Guingamp                 | 2017–18          | Ligue 1          | 32    | 3    | 2     | 1    | 0        | 0        | —      | —      | —     | —     | 34       | 4        |
| Guingamp                 | 2018–19          | Ligue 1          | 32    | 9    | 3     | 2    | 3        | 2        | —      | —      | —     | —     | 38       | 13       |
| Guingamp                 | Összesen         | Összesen         | 64    | 12   | 5     | 3    | 3        | 2        | 0      | 0      | 0     | 0     | 72       | 17       |
| Borussia Mönchengladbach | 2019–20          | Bundesliga       | 31    | 10   | 2     | 2    | —        | —        | 6      | 2      | —     | —     | 39       | 14       |
| Borussia Mönchengladbach | 2020–21          | Bundesliga       | 29    | 8    | 3     | 1    | —        | —        | 8      | 2      | —     | —     | 40       | 11       |
| Borussia Mönchengladbach | 2021–22          | Bundesliga       | 21    | 3    | 2     | 0    | —        | —        | —      | —      | —     | —     | 23       | 3        |
| Borussia Mönchengladbach | 2022–23          | Bundesliga       | 30    | 13   | 2     | 3    | —        | —        | —      | —      | —     | —     | 32       | 16       |
| Borussia Mönchengladbach | Összesen         | Összesen         | 111   | 34   | 9     | 6    | 0        | 0        | 14     | 4      | 0     | 0     | 134      | 44       |
| Internazionale           | 2023–24          | Serie A          | 0     | 0    | 0     | 0    | 0        | 0        | 0      | 0      | 0     | 0     | 0        | 0        |
| Internazionale           | Összesen         | Összesen         | 0     | 0    | 0     | 0    | 3        | 0        | 0      | 0      | 0     | 0     | 0        | 0        |
| Karrier összesen         | Karrier összesen | Karrier összesen | 250   | 23   | 17    | 9    | 6        | 2        | 14     | 4      | 0     | 0     | 287      | 68       |

### A válogatottban
2023. március 27-én frissítve.
| Nemzet        | Év       | Mérkőzés | Gól |
| ------------- | -------- | -------- | --- |
| Franciaország | 2020     | 3        | 0   |
| Franciaország | 2021     | 1        | 0   |
| Franciaország | 2022     | 5        | 0   |
| Franciaország | 2023     | 1        | 0   |
| Összesen      | Összesen | 10       | 0   |

## Sikerei, díjai

### Klubcsapatokban
- Internazionale
  - Olasz bajnok: 2023–24
  - Olasz szuperkupa: 2023

### A válogatottban
- Franciaország U19
  - U19-es labdarúgó-Európa-bajnokság: 2016

## Család
Édesapja, Lilian Thuram a francia válogatottal megnyerte az 1998-as világbajnokságot, és a 2000-es Európa-bajnokságot. Testvére, Khéphren Thuram a Juventus FC középpályása.